# Mario Aldegani
Padre Mario Aldegani CSJ (Sorisole, 8 de outubro de 1953) é presbítero católico italiano afiliado à Congregação de São José, da qual foi o superior geral de 2006 a 2018.

## Biografia
Aldegani nasceu em Petosino, fração comunal de Sorisole, na província italiana de Bérgamo.
Graduou-se em Teologia pelo Instituto Filosófico e Teológico São Pedro de Viterbo, onde foi ordenado presbítero em 22 de março de 1980, e em Literatura Moderna pela Universidade de Turim.
Exerceu seu ministério no Colégio San Giuseppe de Rivoli e, em seguida, foi diretor da Escola Apostólica de mesmo nome em Valbrembo, Bérgamo, por nove anos.
De 1994 a 2000, foi superior da Província Piemontense e, de 2000 a 2006, ocupou o cargo de superior da Província Unida Italiana dos Josefinos. Também entre 2001 e 2005, presidiu a Conferência Italiana dos Superiores Maiores (CISM).
Em junho de 2006, no XXI capítulo geral da Congregação, em Caxias do Sul, no Brasil, Aldegani foi eleito superior geral para o sexênio de 2006 a 2012, sucedendo ao Pe. Luigi Pierini como o 10º sucessor de São Leonardo Murialdo. Foi reeleito no capítulo geral seguinte, ocorrido em San Miguel, Argentina, para o sexênio de 2012 a 2018. No XXIII capítulo geral, foi substituído pelo Pe. Tullio Locatelli.
Quando ainda superior geral dos josefinos, Pe. Aldegani participou da cerimônia de beatificação do Pe. João Schiavo, CSJ, ao lado da Irmã Orsola Bertolotto, superiora geral das Irmãs Murialdinas de São José, em 29 de outubro de 2017, nos Pavilhões da Festa da Uva, em Caxias do Sul, Brasil.